# Pisang Ambon
Pisang Ambon – naturalny likier bananowy (z założenia z zielonych bananów), barwy zielonej, o lekkim posmaku ziołowym. Pochodzi z indonezyjskiej wyspy Ambon. Likier zawiera ok. 22% alkoholu.